# Anthracose
 Mise en garde médicale
L'anthracose est une pneumoconiose causée par l'inhalation de particules de charbon.
Les particules de charbon s'accumulent dans les poumons et dans les systèmes de drainage lymphatique. L'anthracose se caractérise par sa coloration noire sur les coupes colorées ou non. Elle n'entraîne pas de lésion par elle-même, mais peut être associée à des cristaux de silice responsables d'une inflammation chronique et d'une fibrose (anthraco-silicose).
Le poumon a un aspect ardoisé ou noirâtre. Les ganglions lymphatiques thoraciques sont noirs à la coupe.
Le pigment anthracosique (charbon, particules de carbone) est d'abord accumulé dans les macrophages alvéolaires. Les macrophages migrent par les canaux lymphatiques des cloisons intra-alvéolaires le long des axes broncho-vasculaires, vers les ganglions lymphatiques thoraciques et la surface pleurale.